# Lliga de Corint
La Lliga de Corint o Lliga dels Hel·lens fa referència a diverses confederacions de ciutats i estats grecs sota el domini del Regne de Macedònia entre el segle iv i el segle iii aC.

## Època clàssica

### Naixement de la confederació

La Lliga de Corint l'any 336 aC. (en groc)

El 346 aC, Filip II de Macedònia va ser conminat per Isòcrates unificar Grècia enfront de l'Imperi Aquemènida. La Primera Lliga de Corint es va fundar a la primavera del 337 aC després de la victòria de Filip II de Macedònia a la batalla de Queronea contra Atenes i Tebes, al final del congrés de Corint organitzat per Filip per unificar Grècia i estendre el seu domini sobre els grecs d'Àsia i l'Imperi Aquemènida, i imposar una aliança a la qual totes les ciutats es veuen obligades a adherir-se, a excepció d'Esparta que, tanmateix, veu com minva el seu poder.

### L'aliança
La Lliga de Corint dona una forma estable a l'hegemonia de Macedònia que s'habilita gràcies a la política d'expansió de Felip, i posteriorment del seu fill Alexandre el Gran, amb els preparatius per a la conquesta de l'Imperi Aquemènida del 338 al 335 aC. Al principi, és un simple tractat de «pau comuna» (en grec antic κοινή εἰρήνη) a la qual s'adhereixen totes les ciutats-estat gregues excepte Esparta. En realitat és una manera per a Macedònia d'imposar la seva sobirania a tots els grecs. En efecte s'indica que els grecs han de prestar el jurament de no agredir Felip II de cap manera. També han de reconèixer com a legítima la descendència de Felip II. A més, conté una prohibició categòrica d'enderrocar per la força les constitucions d'altres ciutats. No obstant això, aquestes constitucions són en la seva majoria oligàrquiques, havent patit durant alguns mesos una vigorosa pressió en nom de Felip. A més la lliga també prohibeix els conflictes i la pirateria, així com els desterraments il·legítims, les desamortitzacions, qualsevol nova divisió dels sòls, qualsevol abolició dels deutes i qualsevol emancipació en massa dels esclaus. L'objectiu, de fet, és protegir les classes propietàries contra la revolució per mantenir la pau, necessària per al projecte de Felip que s'amaga darrere d'aquesta aliança.
Per tal de fer complir aquesta pau, Felip mostra generositat cap als grecs. Per començar, garanteix la llibertat als grecs, la llibertat de navegació així com el fet que les disputes entre ciutats s'han de resoldre mitjançant l'arbitratge d'una tercera ciutat. Per tant, els grecs romanen lliures en terra i mar. Pel que fa a Atenes, concedeix sepultura als morts d'Atenes i els seus aliats en la batalla de Queronea, una mostra de respecte cap a ells. També es mantenen les institucions vigents, i els que les ataquin seran castigats per mantenir l'estabilitat política. Tots els grecs també han de prestar jurament davant els déus per protegir aquesta pau comuna per tal de participar en el seu manteniment. A canvi d'aquesta generositat, els atenesos van oferir a Felip la ciutadania atenesa. Demades, un orador atenès que va ser fet presoner durant la batalla de Queronea, va recuperar la seva llibertat i va tenir un paper important en les negociacions entre Atenes i Macedònia, d'aquí l'expressió «Pau de Demades» que servia per descriure la pau nascuda de la Lliga de Corint.

### Organització política
Les ciutats estan representades pels seus respectius delegats que s'asseuen dins d'un Consell, el Sinedrió dels hel·lens (en grec antic Συνέδριον τῶν Ἑλλήνων). No obstant això, aquestes delegacions no tenen igualtat de vots: tenen un o més vots, en proporció a la població que representen, segons el principi adoptat pels beocis i els arcadis. Aquest Consell generalment es reuneix a Corint, i s'ocupa de totes les qüestions federals, així com del control polític i social de les ciutats. Funciona com a tribunal suprem: jutja, per exemple, el ciutadà d'una ciutat federada que s'allista en un exèrcit estranger contra la lliga o contra el seu líder, i pot condemnar-lo al desterrament o a la confiscació. És, doncs, sobretot un instrument en mans d'un mandatari, sobretot perquè va ser Felip II qui va convocar aquest Synedrion o el va fer convocar per algú altre. Tot i que Felip proclami la pau, tant ell com Alexandre són principalment senyors de la guerra. És per això que comencen comptant a totes les ciutats els homes capaços de portar les armes, perquè requereix contingents. Va reclutar 200.000 soldats i 15.000 cavallers.
De fet, aquesta aliança es va convertir ràpidament en una Simmàquia (aliança militar), obeint a un home més que a una ciutat-estat, amb l'objectiu principal d'envair l'Imperi Persa, amb el pretext de venjar la profanació dels santuaris grecs que va tenir lloc durant les guerres perses un segle i mig abans. Consideraven que fins que no es fes la purificació del sacrilegi, els grecs no podien perdonar ni oblidar. Calia garantir que cap ciutat no exercís actuacions contràries a les lleis establertes. Felip II també evoca el debilitament del poder persa després de l'assassinat d'Artaxerxes III i la posterior crisi successora, per convèncer-los d'atacar-los. També recorda als grecs les seves nombroses victòries passades a la batalla de Marató, la batalla de Salamina, o la batalla de Platea, que són una prova del seu poder. Cita en els seus arguments la Lliga de Corint de 481 aC, que tenia els mateixos objectius, és a dir, alliberar els grecs d'Anatòlia dels perses i establir-hi colons grecs per tal de recuperar la pau i la prosperitat.
Felip II es va fer proclamar hegemon, és a dir general militar en cap de la Lliga l'any 337 aC. Com a tal, va advocar per una guerra comuna de Macedònia unida a totes les ciutats gregues contra l'Imperi Aquemènida. El primer acte polític de la Lliga de Corint és doncs el vot de la guerra contra els perses abans i el nomenament de Felip II com a estrateg autocràtor. És un títol donat a l'antiga Grècia als defensors de l'autoritat absoluta. Però la mort de Felip retarda el projecte; va ser el seu fill, Alexandre el Gran, qui va implementar el seu pla a partir de l'any 334 aC. Els contingents de la Lliga de Corint, dirigits per Antígon el Borni van participar en les campanyes d'Alexandre que van acabar amb la conquesta de l'Imperi Persa.
La Lliga de Corint ja no té res a veure amb les petites confederacions que pretenien salvaguardar els seus interessos locals, ni amb les que van dividir Grècia en dos en el moment de la guerra del Peloponès. El pacte federal imposat per la Lliga de Corint declara obligatòria la unitat i la concòrdia a tota Grècia, vigila les ciutats sospitoses i pretén mantenir per sempre el seu règim monàrquic existent. Ciutats-estat com Atenes i Esparta perden la iniciativa en favor d'una estructura més gran. Pel que fa a les ciutats, perden els seus poders i la importància política i històrica que tenien. Aquest període també està marcat per l'obertura del món grec al període hel·lenístic.

### Alexandre el Gran
La notícia de la mort de Filip II de Macedònia va provocar la revolta de molts estats, com ara Tebes, Atenes, Tessàlia i les tribus tràcies al nord de Macedònia. Quan la notícia de la revolta va arribar a Alexandre, va respondre ràpidament. Tot i que els seus consellers li van aconsellar que utilitzés la diplomàcia, Alexandre va reunir la cavalleria macedònia de 3.000 homes i es va dirigir cap al sud cap a Tessàlia, el veí immediat de Macedònia al sud. Quan va trobar l'exèrcit tessali ocupant el pas entre el mont Olimp i el mont Ossa, va fer que els homes passessin pel mont Ossa i, quan els tessàlics es van despertar, van trobar Alexandre a la seva rereguarda. Els tessalis es van rendir i van afegir la seva cavalleria a les forces d'Alexandre mentre baixava cap al Peloponès. Alexandre es va aturar a les Termòpiles, on va ser reconegut com el líder de la Lliga Amfictiònica abans de dirigir-se cap a Corint, al sud. Atenes va demanar la pau i Alexandre va rebre l'enviat i va perdonar qualsevol persona implicada en l'aixecament. A Corint, se li va donar el títol d'hegemon de les forces gregues contra els perses. Mentre era a Corint, va sentir les notícies de l'aixecament traci cap al nord.
Abans de creuar cap a Àsia, Alexandre va voler salvaguardar les seves fronteres del nord i, a la primavera del 335 aC, va avançar cap a Tràcia per fer front a la revolta, que va ser dirigida pels il·liris i els triballs. Tebes va declarar la seva independència, negant-se a sotmetre's en termes misericordiosos, i per decisió del consell de la Lliga de Corint per una àmplia majoria, Alexandre va atacar la ciutat, sis mil tebans van morir i la resta dels seus habitants, uns trenta mil, foren fets esclaus, i el seu territori repartit entre les ciutats veïnes d'Orcomen, Platea i de la Fòcida i d'alguna altra. Només va restar en peu Cadmea, seu de la guarnició macedònia i la casa de Pindar. Durant els següents vint anys, Tebes va restar despoblada. Amb la destrucció de Tebes, la Grècia continental va tornar a acceptar el govern d'Alexandre i va ser finalment lliure d'emprendre la campanya persa que havia estat planejada durant tant de temps pel seu pare.

### Dissolució
La Lliga es va dissoldre amb la Guerra de Làmia el 322 aC, després que la notícia de la mort d'Alexandre el Gran a Babilònia va arribar a Grècia. Els discursos de Leòstenes d'Atenes i Hipèrides van incitar Atenes a la revolta.

## Període hel·lenístic

### Lliga d'Antígon el Borni

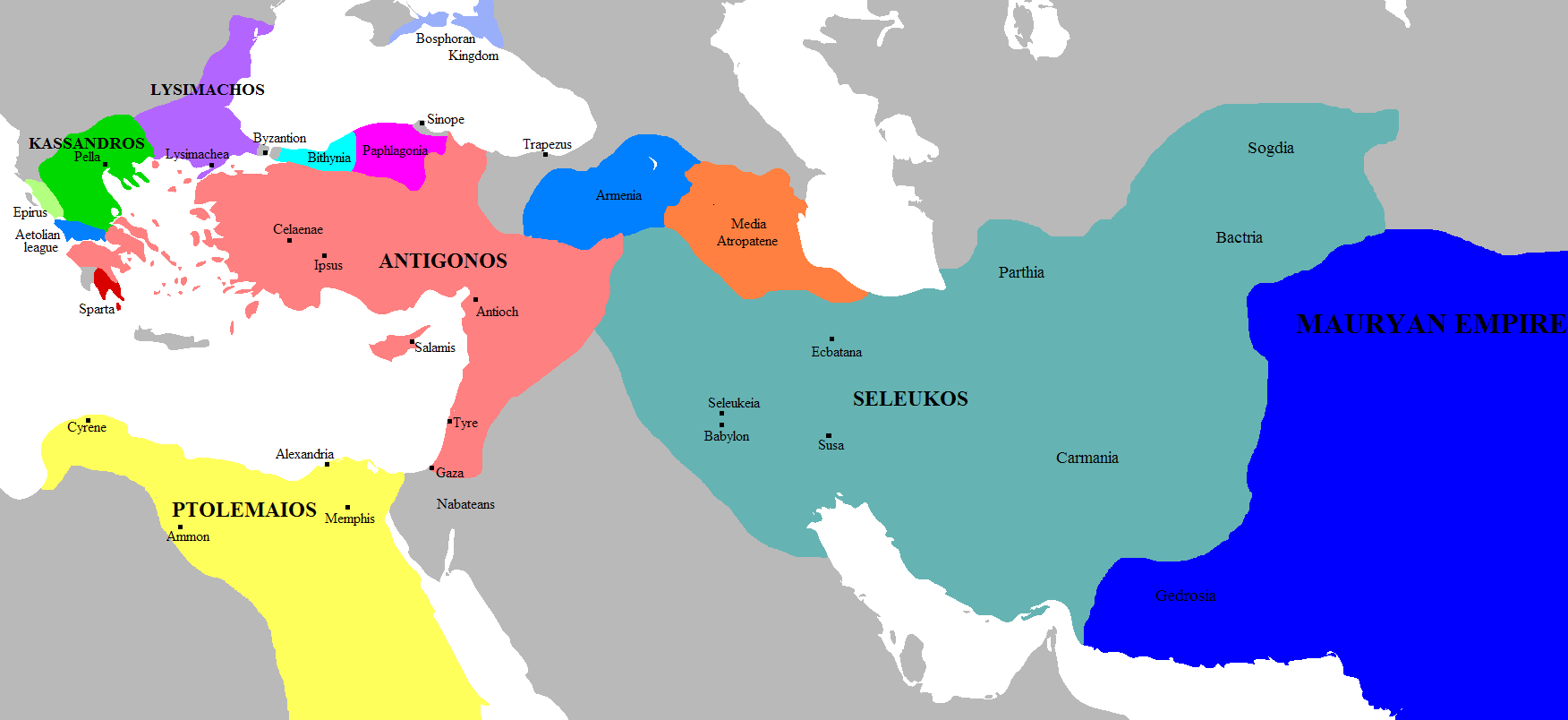
Els regnes d'Antígon el Borni i els seus rivals cap al 303aC

La Lliga de Corint es restableix l'any 302 aC per Antígon el Borni i el seu fill Demetri Poliorcetes. Reunint la majoria dels estats grecs (excepte Esparta, Messènia i Tessàlia), es va dirigir contra Cassandre, nou líder de Macedònia i havia de servir per controlar Grècia, mentre una guarnició d'Antígon s'instal·lava a Corint. Una inscripció epigràfica trobada a Epidaure posa llum sobre el seu estatus legal Aquesta lliga és semblant a una simmàquia, és a dir, una aliança militar temporal, tot i que teòricament té com a objectiu «pau comuna».

### Lliga hel·lènica d'Antígon III Dosó
L'any 224 aC es va fundar una nova Lliga hel·lènica a iniciativa del rei de Macedònia Antígon III Dosó en el marc de la guerra de Cleòmenes III. La lliga està formada per una aliança entre Macedònia i la Lliga Aquea contra Esparta. A més d'aquests dos estats aliats, també s'hi uneixen els epirotes, els focidis, els beocis, els acarnans, els locris d'Opunt i els grecs sota dominació macedònia (tessals i eubeus). A diferència de les Lligues de Corint anteriors, aquesta lliga reuneix federacions, ja no ciutats. Cadascun dels estats conserva la seva autonomia interna i envia representants a un Consell Federal (synedrion) després de la convocatòria del rei de Macedònia com a hegemon. Les decisions del Consell Federal han de ser ratificades per les autoritats internes dels estats membres. Aquesta lliga finalment resulta ser diferent de les anteriors perquè els estats, més poderosos que els de finals del segle iv aC, tenen més autonomia. La lliga va durar fins al regnat de Felip V.